# 六角宫水库
六角宫水库，位于中华人民共和国福建省大田县东南部与德化县交界处，是仙峰溪干流上的一座以发电为主的中型水库。水库工程于1994年7月动工，1997年6月第一台机组发电。水库总库容7090万立方米，集水面积266平方千米。水库大坝为三心圆混凝土双曲拱坝，坝顶长233米，宽5米。六角宫水电站装机容量2.5万千瓦，年均发电量7860万千瓦时。水库正常蓄水位539.00米，相应水面面积2.68平方千米，已开发用于水产养殖。